# Alexandra Lisney
Alexandra Lisney (née Green; nascida em 2 de julho de 1987) é uma remadora e ciclista paralímpica australiana que conquistou a medalha de bronze na prova feminina de perseguição individual, classe C4, dos Jogos Paralímpicos de Verão de 2012 em Londres. Também disputou as Paralimpíadas da Rio 2016. Foi medalhista de bronze na perseguição individual, classe C4, do Campeonato Mundial de Ciclismo Paralímpico em Pista de 2011 em Montichiari, na Itália. Ficou com a medalha de prata ao disputar a prova feminina de estrada contrarrelógio do Mundial de Ciclismo Paralímpico de 2015. Disputou, em 2016, o Mundial de Ciclismo Paralímpico em Pista e conquistou a medalha de bronze na perseguição individual, classe 4.